# 硝苯地平
硝苯地平（英語：Nifedipine），商品名拜新同（Adalat），是一种二氢吡啶类钙离子通道阻滞剂，主要阻断L-型钙离子通道。硝苯地平主要用来治疗心绞痛（尤其是变异型心绞痛）、高血压、雷諾氏症候群甚至早產、也常被用來治療嚴重型的妊娠型高血壓 。通常用在早產兒的孕婦上，可以讓類固醇有足夠的時間作用，使早產兒的肺部狀況改善，並讓母親有足夠的時間可以得到更好的照顧。本品一般經口服給藥，有速效做為口服使用。
一般常見的副作用有頭暈、頭痛、倦怠、下肢水腫、咳嗽和呼吸短促。 嚴重的話可能會導致低血壓和心衰竭等副作用。 目前證據顯示此藥物在孕婦使用上是安全的，但並不建議進行母乳哺育中的婦女使用。
硝苯地平於1969年被合成，1981年在美國核准上市。硝苯地平是世界衛生組織標準藥物清單中的藥物之一，該清單紀錄了一般衛生體系最需要的藥物。目前已有學名藥上市。 緩釋錠的每劑藥價在1.9到3.8美金之間。在美國大約每月花費為40到60美金之間。

## 外部連結
- Official site （页面存档备份，存于） (Bayer)
- MedlinePlus上的药物信息 medmaster-a684028